# Armand Blanchonnet
Armand Blanchonnet (n. 23 decembrie 1903, Gipcy, Auvergne, Franța – d. 17 septembrie 1968, Cernay-la-Ville⁠(d), Région parisienne, Franța) a fost un ciclist francez, medaliat olimpic. A participat la o ediție a Jocurilor Olimpice (1924) în care a câștigat două medalii de aur.